# Rose Hempel
Rose(marie) Hempel (* 27. März 1920 in Dresden; † 3. April 2009 ebenda) war eine deutsche Kunsthistorikerin mit dem Schwerpunkt Ostasien.

## Leben
Rose Hempel studierte ostasiatische Kunstgeschichte bei Otto Kümmel in Berlin, anschließend Japanologie und Sinologie. 1944 wurde sie in Berlin mit der Arbeit 36 Shikishi aus dem Besitz der Staatlichen Museen Berlin. Ein Beitrag zum Koetsu-Sôtatsu-Problem promoviert.
Sie war anschließend für die Staatlichen Museen zu Berlin tätig, danach von 1946 bis 1950 für die Museen in Dresden, unter anderem als kommissarische Direktorin des Museums für Völkerkunde Dresden. Aus politischen Gründen verließ sie Dresden und arbeitete in Folge für das Museum für Ostasiatische Kunst in Köln. Ab 1959 wurde sie Hauptkustodin des Hamburger Museums für Kunst und Gewerbe und Leiterin der Asien-Abteilung. Sie lehrte an der Universität Hamburg.
Hempel verfasste zahlreiche Publikationen und galt als Kennerin ostasiatischer Kunst von internationalem Rang, insbesondere für japanische Malerei und Holzschnitt sowie ostasiatische Keramik. Darüber hinaus engagierte sie sich für den Verein der Freunde des Kupferstichkabinetts Dresden.

## Schriften
- Weise Männer im alten und neuen Japan. In: Edith Mendelssohn Bartholdy (Hg.): Der Lebensabend. Gütersloh 1958: Rufer, S. 61–68.